# Reichenau (otok)
Reichenau je najveći otok u Bodenskom jezeru, u njegovom zapadnom dijelu (Untersee), zapadno od najbližeg grada - Konstanza, u njemačkoj saveznoj pokrajini Baden-Württemberg.S kopnom je povezan cestom na nasipu iz 1838. god. Nasip je ipak od kopna odvojen 10 metara širokim i 95 metara dugim kanalom Bruckgraben, koji je premošten niskim mostom ispod kojega mogu prolaziti niske brodice, ali ne i jedrenjaci. Najviša točka na otoku je Hochwart nadmorske visine 438.7 metra ili 43 metra iznad površine jezera. 
Cijeli otok pripadao je god. 724. osnovanom benediktinskom samostanu Reichenau, u kojem je djelovao i blaženi Hermann od Reichenaua. Od 2000. godine nalazi se na UNESCOvom popisu mjesta svjetske baštine u Europi. 
Opatijska crkva (Münster) posvećena je Djevici Mariji i Svetom Marku. Druge dvije zaštićene crkve su posvećene Svetom Jurju i Svetom Petru i Pavlu. Od slavnih umjetničkih djela tu se nalaze jedinstveni otonski murali Isusovih čuda u Crkvi sv. Jurja iz 10. stoljeća. U staroj vijećnici (danas muzej) izložene su kopije iluminiranih rukopisa nekada slavne prepisivačke škole na otoku Reichenau.
Nekada su u opatijskom vlasništvu bila imanja u selu Reichenau (danas u općinii Tamins, kanton Graubünden), koje je po opatiji dobilo ime.
Danas je otok poznat i po svojim slavnim povrtnim farmama i vinogradima. Prirodni rezervat Wollmatinger Ried se nalazi pored otoka u močvarnom dijelu, a služi kao važna postaja mnogim pticama tijekom njihovih godišnjih migracija. 

## Galerija
- Romanički tornjevi Crkve sv. Petra i Pavla iz 15. st.
- Crkva sv. Jurja
- Čudesni ribolov, freska iz 10. st. u Crkvi sv. Jurja.
- Iluminacija iz Reichenauskog ilumiranog rukopisa Codex Aureus (1035. – 1040.), danas u Münchenu.

## Vanjske poveznice
|  | Zajednički poslužitelj ima još gradiva o temi Reichenau (otok) |

- Webstranica otoka
- Informacije i znamenitosti  Arhivirana inačica izvorne stranice od 15. svibnja 2010. (Wayback Machine)
- Povijest + fotografije  Arhivirana inačica izvorne stranice od 9. prosinca 2018. (Wayback Machine)
- Klosterinsel Reichenau  Arhivirana inačica izvorne stranice od 8. veljače 2013. (Wayback Machine)